# Здание ливерпульского порта
Здание ливерпульского порта (ранее здание совета по докам и гавани Мерси, более широко известное в Англии как Dock Office) — памятник архитектуры, включённый в  перечень Grade II* в Ливерпуле, Англия. Оно расположено в районе Пир-Хед и, наряду с соседними зданиями Royal Liver Building и зданием Кунарда, является одним из «Трех граций» Ливерпуля, расположенных на набережной города. Оно также является частью морского торгового города Ливерпуля, внесённого в список всемирного наследия ЮНЕСКО.
Здание было спроектировано сэром Арнольдом Торнели и Ф. Б. Хоббсом и разработано в сотрудничестве с Бриггсом и Вольстенхолмом. Оно было построено в 1904-1907 годах с железобетонным каркасом, облицованным портлендским камнем. Здание было штаб-квартирой Совета по докам и гавани Мерси (MDHB) в течение 87 лет, с 1907 по 1994 год, когда компания переехала в новое помещение в доке Сифорт. В 2001 году оно было продано Даунингу, ливерпульскому застройщику, а в период с 2006 по 2009 год прошло капитальную реставрацию стоимостью 10 миллионов фунтов стерлингов, в ходе которой были восстановлены многие оригинальные черты здания .
Здание порта Ливерпуля построено в стиле эдвардианского барокко и выделяется большим куполом, который возвышается над ним, выступая в качестве центральной точки здания. Оно примерно прямоугольной формы со скошенными углами, увенчанными каменными куполами. На 220 футов (67 м) здание является четырнадцатым по высоте в Ливерпуле . Как и соседнее здание Кунарда, оно отличается декоративными деталями как внутри, так и снаружи, в частности, множеством морских мотивов и дорогой декоративной мебелью.

## История
В 1898 году Совет по докам и гавани Мерси (MDHB) решил закрыть док Джорджа, который располагался на том месте, где сегодня находится Пирс-Хед. Земля была продана Liverpool Corporation в 1900 году, хотя MDHB решила сохранить южную часть, чтобы можно было построить новую центральную штаб-квартиру для компании, которая ранее располагалась в различных местах по всему городу, включая старое здание таможни.

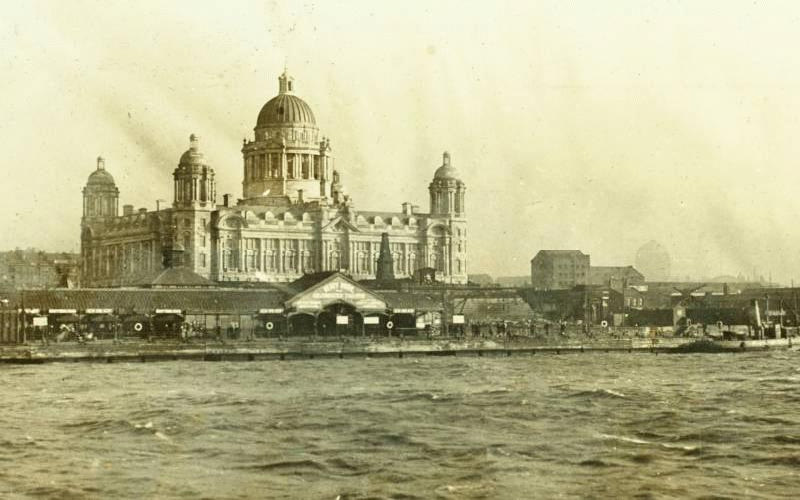
Вид с Мерси до 1914 года, показывающий незастроенное место слева, где сейчас находится здание Кунарда

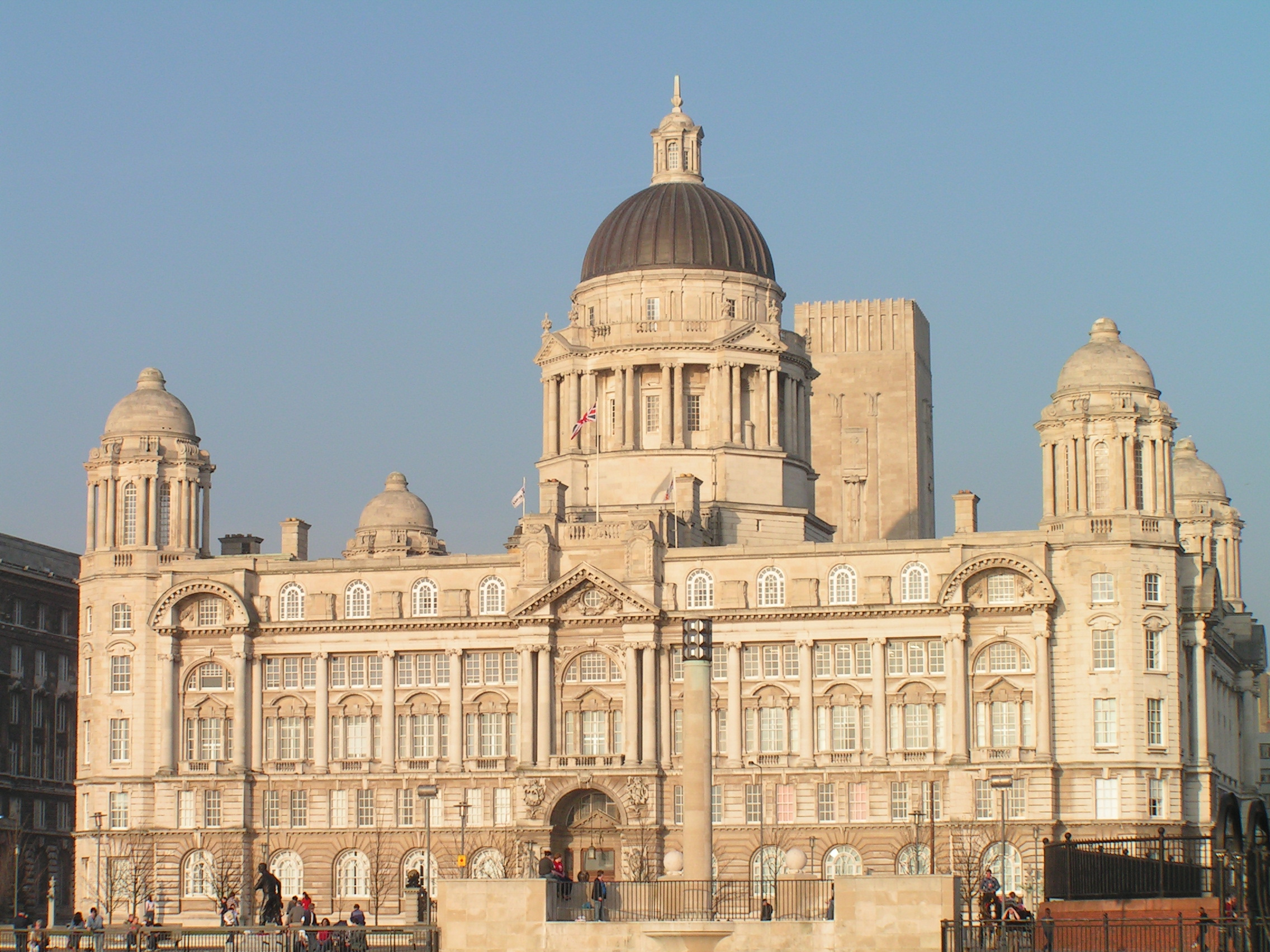
Здание порта Ливерпуля

В 1900 году MDHB сформировал комитет для планирования и строительства нового здания компании. Под руководством Роберта Гладстона был объявлен конкурс для местных архитекторов на представление проектов нового здания. Альфреда Уотерхауса, известного местного архитектора, привлекли, чтобы помочь судить конкурс, и за три лучших проекта были предложены призы в размере 300 фунтов стерлингов, 200 фунтов стерлингов и 100 фунтов стерлингов. В общей сложности было подано семь работ, победивший проект был разработан архитекторами сэром Арнольдом Торнели и Ф. Б. Хоббсом в сотрудничестве с Бриггсом и Вольстенхолмом. Из-за изменения границ земли, на которой должно было быть построено здание, в проект были внесены поправки, в первую очередь касающиеся центрального купола, который был добавлен только в последнюю минуту.
В 1903 году, когда проект был утвержден, MDHB потребовало от ряда строителей представить тендерную документацию на строительство здания по пересмотренному проекту. С более чем 30 строителями связались, и компания William Brown & Son из Манчестера выиграла контракт на строительство нового здания.  Работы начались в 1904 году, и первые девять месяцев строительства были сосредоточены на закладке фундамента здания, который был вырыт на глубину 30 футов (9,1 м)-40 футов (12,2 м) ниже уровня земли.  Каркас здания был построен из железобетона, который затем был облицован портлендским камнем,  проект, который означал, что здание было более огнеупорным, чем другие структурные формы.  Оно было достроено в 1907 году и обошлось примерно в 250 000 фунтов стерлингов,  хотя, если принять во внимание стоимость мебели, фурнитуры и гонораров специалистов, общая стоимость составила около 350 000 фунтов стерлингов. Персонал из штаб-квартиры MDHB официально переехал в здание 15 июля 1907 года, а сотрудники отделов, расположенных в других районах города, переезжали в течение остальной части года. 
Во время Второй мировой войны значение Ливерпуля как крупного порта привело к тому, что он стал мишенью для люфтваффе, а во время майского удара 1941 года в подвале на восточной стороне здания взорвалась тяжелая бомба. Ущерб от взрыва был значительным, восточное крыло сильно пострадало от пожара. Тем не менее, структурная целостность здания означала, что большая часть здания могла быть повторно занята только с временным ремонтом. После войны здание было полностью восстановлено; стоимость восстановления превышает первоначальные затраты на строительство. 
Здание служило головным офисом MDHB (переименованного в Mersey Docks and Harbour Company в 1972 году) в течение примерно 87 лет. В 1994 году компания переехала в новую штаб-квартиру в Морском центре недалеко от дока Сифорт на севере города, чтобы быть ближе к тому, что теперь было центром стыковочной системы Ливерпуля.  Однако компания оставалась владельцем здания до 2001 года, когда оно было приобретено Даунингом, застройщиком из Ливерпуля. 
Представленные в 2005 году планы реставрации здания были одобрены городским советом Ливерпуля . Схема включала в себя основные внутренние и внешние работы, которые должны были полностью восстановить памятник архитектуры II * степени. В планы входило открытие здания для публики путем создания нового смотрового этажа внутри купола и общедоступной заглубленной площади на берегу реки, на которой будет небольшой парад ресторанов, кафе и магазинов.  Шестой этаж здания, который был «разобран» после Второй мировой войны, также должен был быть отреставрирован, и на нем разместились роскошные апартаменты.  Первый этап реконструкции был завершен в начале 2008 года, когда была завершена реставрация портлендского камня на обращенной к реке стороне здания.  Проект реставрации стоимостью 10 миллионов фунтов стерлингов был полностью завершен в начале 2009 года, когда с внешней стороны здания были сняты последние строительные леса и 20,000 фут² (2 м2)   офисных помещений после ремонта. 

## Архитектура

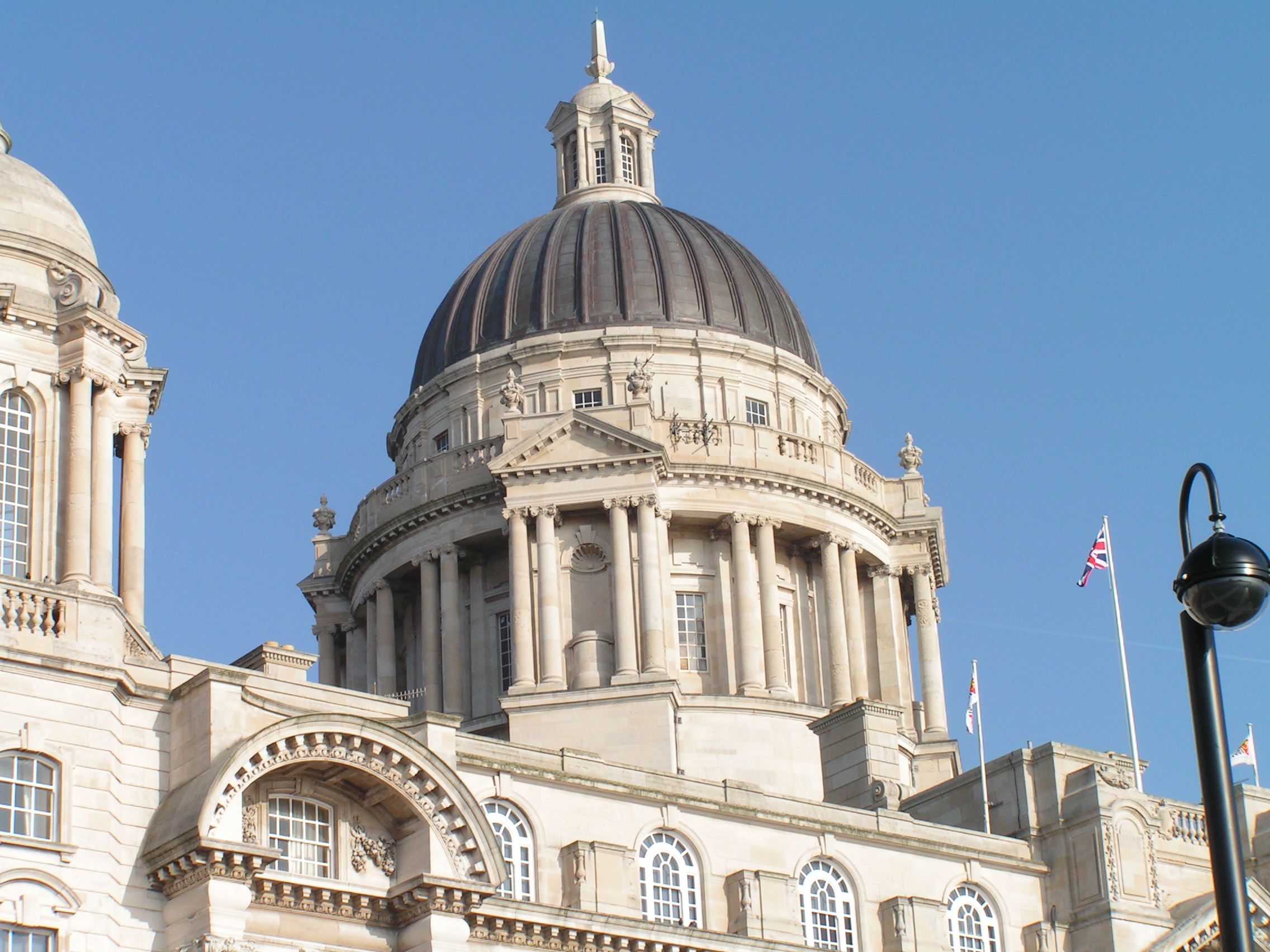
Центральный купол здания является основным центром здания, хотя он не был частью первоначального проекта.

Здание порта Ливерпуля является старейшим из трех больших зданий Пир-Хед, и его архитектурные особенности были спроектированы так, чтобы отражать важность Ливерпуля для поддержания Британской империи .   Однако здание, которое существует сегодня, на самом деле является модифицированной версией первоначально выбранного проекта.  Первоначально план предусматривал, что главный вход в здание должен быть расположен на юго-западном углу, но изменения границ земли, на которой он должен был быть построен, означали, что проект был значительно изменен, чтобы придать ему симметричный вид.  Примечательно, что в первоначальный проект не входил большой купол, который сегодня так заметно возвышается над зданием. Вдохновленные нереализованным проектом англиканского собора Ливерпуля, который был разработан несколькими годами ранее, архитекторы добавили купол в проект, чтобы придать зданию более внушительный вид.    Это решение, однако, вызвало споры, так как многие члены правления считали, что «украсить город» не входило в обязанности администрации порта.   Тем не менее, он был добавлен в проект, став центром притяжения внимания у самого здания.
Проект здания порта Ливерпуля в стиле эдвардианского барокко сравнима с дворцами эпохи Возрождения.  Приблизительно 264 фута (80 м) на 216 футов (66 м)в размерах, здание возвышается на 220 футов (67 м) в высоту,  что делает его четырнадцатым по высоте зданием в городе . Пятиэтажная основная часть здания составляет 80 футов высотой до карниза.   Главный вход расположен в центре обращенной к реке стороны здания и окружен двумя трехметровыми каменными статуями женщин, представляющими «Торговлю» и «Промышленность», спроектированными Чарльзом Джоном Алленом.  Каждый угол здания наклонен и имеет высокую шестиугольную башенку, увенчанную каменным куполом, который первоначально должен был быть увенчан фонарем.  Поскольку здание имеет большой центральный купол, его архитектурно сравнивают со многими другими зданиями по всему миру, включая ратушу Белфаста , здание Капитолия,  базилику Святого Петра  и собор Святого Павла. 

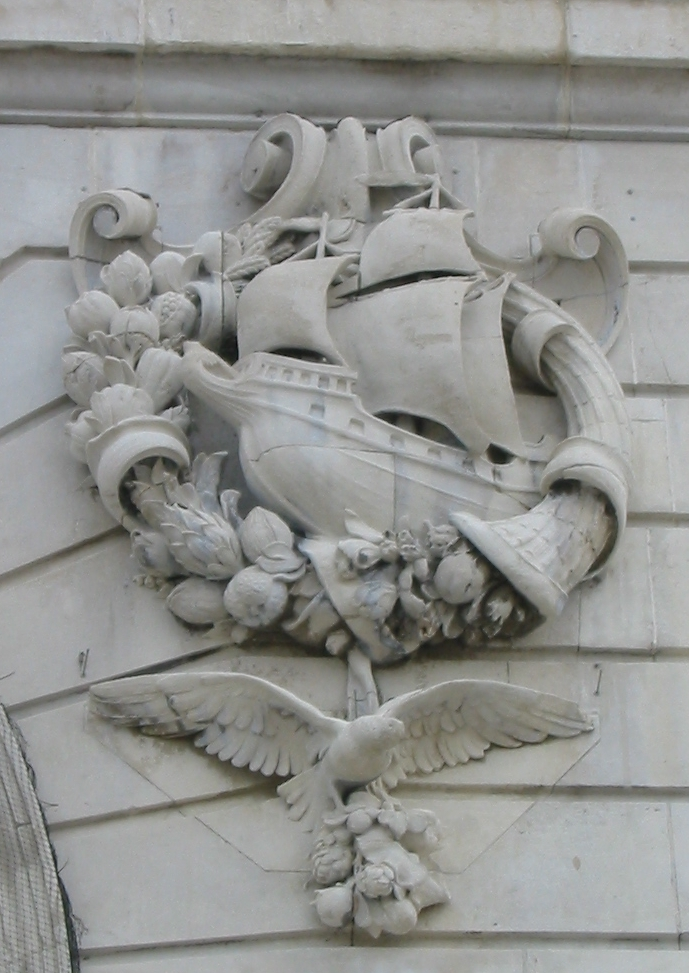
Морские мотивы — частая черта в оформлении здания.

Здание порта Ливерпуля было построено с использованием железобетонной рамы, которая не только сделала здание структурно прочным, но и намного более огнестойким, чем здания в прошлом. В результате того, что здание было построено на месте бывшего дока Джорджа, зданию потребовался более глубокий фундамент, чем обычно, и в общей сложности было использовано около 35 000 тонн цемента.  Из-за близости здания к реке Мерси во время разработки цокольного этажа была проведена обширная работа, чтобы обеспечить его водонепроницаемость. Асфальт широко использовался для покрытия полов и стен подвала, чтобы он оставался сухим. 
Внутри форма здания сосредоточена в восьмиугольном зале в полный рост, который находится под центральным куполом. Зал имеет круглые арочные проемы от первого этажа вверх, обеспечивая большие галереи, а его пол украшен мозаикой с изображением стрелок компаса .  Офисные помещения расположены вдоль длинных центральных коридоров, которые отделаны белым мрамором Calacatta .  Большая часть стоимости строительства (примерно 25%) была потрачена на отделку и отделку; внутри здание богато украшено с использованием дорогих материалов, включая красное дерево из Испании и дуб из Данцига для деревянных изделий, бронзу для напольной мебели и фурнитуры, а также белый мрамор для полов и стен.  Одной из заметных особенностей интерьера является парадная лестница из серого гранита, вдоль которой расположены витражи, украшенные изображениями Посейдона, якорей, корабельных колоколов и раковин, а также посвящения странам Британской империи, включая Сингапур, Южную Африку, Канаду и Австралию.   Грандиозный характер внутреннего интерьера здания означал, что он использовался в качестве съемочной площадки в нескольких постановках, включая «Приключения Шерлока Холмса» . 
Во всем здании есть многочисленные отсылки на море и морские операции как Ливерпуля, так и Британской империи. Главные въездные ворота украшены земным шаром, поддерживаемым дельфинами, а чугунные ворота и опоры ворот украшены русалками, ракушками и якорями, а также имеют щиты с инициалами «MD & HB».  Внешние светильники сконструированы таким образом, что кажется, что сами огни держит в руках римский бог Нептун .  Точно так же лифты также украшены морскими мотивами в виде позолоченных эмблем, изображающих земной шар, морских коньков и якоря.  В центральном зале фриз между цокольным и вторым этажами украшен словами 107-го псалма : «Сходящие в море на кораблях, делающие дела в водах больших, видят дела Господни и чудеса Его в море». глубокий. Anno Domini MCMVII ". 